# Red House (chanson)
Pour les articles homonymes, voir Red House (homonymie).
Pistes de Are You Experienced
Manic Depression
(2) Can You See Me
(4)
Red House est une chanson écrite par Jimi Hendrix et l'une des premières chansons enregistrées en 1966 par The Jimi Hendrix Experience. Il a la forme musicale d'un blues conventionnel à douze mesures et présente le jeu de guitare d'Hendrix. Il a développé la chanson avant de former l'Experience et s'est inspiré de chansons de blues antérieures.
Red House est sorti pour la première fois sur l'édition britannique du premier album de Hendrix Are You Experienced en mai 1967 (pour la sortie de l'album américain, des singles Experience précédemment sortis ont été utilisés à sa place). Une deuxième prise similaire est finalement sortie aux États-Unis en juillet 1969 sur la compilation américaine Smash Hits.
La chanson fait partie des concerts d'Hendrix tout au long de sa carrière. Bien que les paroles et la structure de base soient similaires, ses performances variaient généralement de l'enregistrement original. Beaucoup sont enregistrés et continuent d'être publiés officiellement pour la première fois, notamment sur Freedom: Atlanta Pop Festival (2015) et Live in Maui (2020). Red House a également été joué et enregistré par une variété d'artistes de blues et autres genres.

## Historique

### Genèse et composition

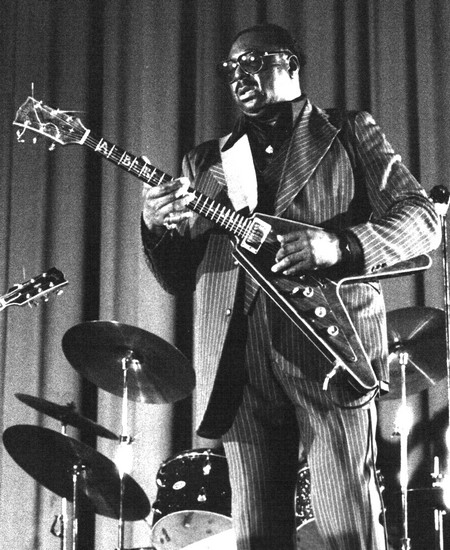
Albert King à Paris, 1978

Red House est inspiré par des chansons de blues qu'Hendrix interprète au début de sa carrière en tant que musicien d'accompagnement. Le critique musical Charles Shaar Murray décrit une chanson qu'il appelle California Night, qu'Hendrix a interprétée avec Curtis Knight and the Squires, comme "un sosie, à la fois dans la structure et l'humeur, pour son vivace de Red House en 1967". Enregistré à l'origine par Albert King en 1961 sous le nom de Travelin' to California, c'est un blues lent avec des paroles qui suivent le thème commun du blues de l'homme divaguant et de son amour perdu (parfois aussi identifié à tort comme Every Day I Have the Blues - les deux chansons utilisent le couplet "personne ne m'aime")., La chanson d'Elmore James The Sky Is Crying (1960) contient "J'ai un mauvais pressentiment que mon bébé ne m'aime plus" et a été suggérée comme inspirant la ligne similaire utilisée par Hendrix.
Hendrix a enregistré deux versions live de Travelin' to California avec Knight, qui mettent en évidence son jeu de voix et de guitare. Les deux ont été enregistrés au George's Club 22 à Hackensack (New Jersey), le 26 décembre 1965 et/ou le 22 janvier 1966. Après la mort de Hendrix en 1970, les enregistrements (utilisant différents noms) ont été publiés par plusieurs maisons de disques européennes spécialisées dans les disques pirates et les bootleg. En 2017, une version est officiellement sortie sur Curtis Knight [Featuring Jimi Hendrix] : Live at George's Club 20.
L'écrivain musical Keith Shadwick décrit la performance de Hendrix comme "une démonstration stupéfiante de jeu de guitare blues qui mérite d'être mentionnée dans le même souffle que ses efforts ultérieurs avec l'Experience". Bien que Shadwick compare le son et la phraséologie de sa guitare à ceux de Buddy Guy, il ajoute que ses techniques "transcendent simplement tous les modèles précédents et innovent" et montre que "sa capacité à produire des lignes longues et constamment surprenantes à travers les changements de blues standard est déjà mûr". En 1966, lors de sa résidence en tant que Jimmy James and the Blue Flames au Cafe Wha? dans le quartier de Greenwich Village à New York, Hendrix a continué à développer son numéro de slow blues qui est devenu Red House.

### Enregistrement

Noel Redding a recommencé à rejouer de la guitare après avoir quitté l'Experience, 1969

Red House est l'une des premières chansons enregistrées par l'Experience. Le groupe l'a tenté pour la première fois aux studios CBS de Londres le mardi 13 décembre 1966, après leur interprétation de Hey Joe pour l'émission télévisée Ready Steady Go!. Des pistes de base pour plusieurs chansons sont enregistrées au cours de la session de trois heures. Le producteur Chas Chandler a rappelé: "La Red House sur l'album [Are You Experienced] est enregistrée au cours des quinze dernières minutes de la session [du 13 décembre]. Noel a même joué de la guitare rythmique sur le morceau, jouant la ligne de basse. Jimi a juste réalisé une fois la chanson pour savoir comment la jouer et nous nous sommes lancés".
Redding a ajouté : "J'avais emprunté une horrible vieille guitare électrique à corps creux à quelqu'un du studio... parce que j'aimais jouer en rythme pour me familiariser avec une séquence, n'étant pas encore tout à fait à l'aise avec la basse". La guitare est réglée d'un demi-ton, les commandes de tonalité étant réglées pour ressembler à une guitare basse.
Des prises supplémentaires de la chanson ont été enregistrées aux studios De Lane Lea le 21 décembre 1966, qui suivaient de près l'arrangement précédent. Cependant, Hendrix et Redding ont eu des problèmes avec les notes manquées et les prises n'ont pas été utilisées, à l'exception d'une piste d'accompagnement qu'Hendrix a ensuite ajouté aux studios Olympic le 29 mars ou début avril 1967.

## Analyse artistique

### Musique
Red House est un blues modérément lent, que les auteurs musicaux Tom Wheeler et Joe Gore décrivent comme ayant "la structure à douze mesures, les paroles, l'accompagnement et l'arrangement [qui] sont plus ou moins conventionnels". La chanson est de mesure 
 dans la tonalité de si avec un tempo de 66 battements par minute (bien que Hendrix ait joué la chanson dans la tonalité de si, il accordait généralement sa guitare d'un demi-ton et parfois d'un ton plus bas, résultant dans un ton plus bas). La chanson s'ouvre sur un accord de septième bémol que l'on trouve fréquemment dans les chansons de blues, y compris les intros des chansons de Robert Johnson Dead Shrimp Blues, Kind Hearted Woman et 32-20 Blues. Après l'intro de quatre mesures, la section ryhtmique de l'Experience (le batteur Mitch Mitchell et le bassiste Noel Redding exceptionnellement à la seconde guitare jouée comme une basse) entre dans la chanson tandis que Hendrix joue en solo jusqu'à la voix à la mesure treize. Après deux sections vocales de douze mesures, Hendrix joue un nouveau solo pour douze mesures, puis termine avec une autre section vocale, avec le traditionnel "break" sur la 10e mesure, la musique reprenant sur la 11e pour le final.
La caractéristique la plus importante de la chanson est le travail de guitare de Hendrix. L'auteur Jeffrey Carroll décrit son solo comme "concis et plein de vocalismes, de flexions et de glissandos, de sauts, de descentes et de whoops de sa guitare conservés dans une structure traditionnelle de break". Shadwick le compare également à une voix, l'appelant une "approximation proche de la voix humaine... écopant et pliant ses phrases pour un effet expressif maximal". Le bluesman américain John Lee Hooker a commenté: "Ce Red House, ça va te faire attraper ta mère et l'étouffer! Mec, c'est vraiment dur, ça te déchire. Il pourrait descendre, il pourrait l'écraser, ouais, Seigneur ! Il avait tellement de blues".

### Paroles
Dans sa biographie Room Full of Mirrors, le biographe Charles R. Cross commente que le thème de la chanson est "aussi vieux que le blues lui-même; la femme du chanteur ne l'aime plus et a déménagé". L'auteur Kay Norton décrit l'influence plus large du blues comme "équilibrant une célébration de l'amour et du sexe avec un humour noir et des commentaires ironiques sur la perte, les mauvais traitements, la corruption et la pauvreté". Les paroles suivent un appel et une réponse de blues ou un modèle AAB, où la première ligne (A) est répétée (souvent avec une légère variation), suivie de la réponse (B) : 

« Attendez une minute quelque chose ne va pas ici, la clé ne déverrouillera pas cette porte (Wait a minute something's wrong here, the key won't unlock this door)
Attends une minute quelque chose ne va pas, Seigneur aie pitié cette clé ne déverrouillera pas cette porte (Wait a minute something's wrong, Lord have mercy this key won't unlock this door)
(Quelque chose se passe ici) ((Something's goin' on here))
J'ai un mauvais, mauvais pressentiment, que mon bébé ne vit plus ici... (I have a bad, bad feeling, that my baby don't live here no more...)

Eh bien, je pourrais aussi bien retourner là-bas, loin dans les collines (Well I might as well go back over yonder, way back among the hills)
(Ouais c'est ce que je vais faire) ((Yeah that's what I'm gonna do))
Seigneur, je pourrais aussi bien retourner là-bas, loin là-bas dans les collines (Lord I might as well go back over yonder, way back yonder across the hills)
Parce que si mon bébé ne m'aime plus, je sais que sa sœur le fera ('Cause if my baby don't love me no more, I know her sister will)
(Ouais, comment ça ?) ((Yeah, how's that?)) »

Selon le bassiste de Experience Noel Redding, Hendrix lui a dit qu'il s'agissait de sa petite amie quand il était au lycée, Betty Jean Morgan. Le frère de Jimi, Leon Hendrix, a également estimé qu'il s'agissait de Betty Jean, mais incluait également sa sœur Maddy, bien que leur maison soit marron. Shadwick suggère que la chanson a été inspirée par Linda Keith, alors petite amie de Keith Richards et une des premiers fans de Hendrix. Keith a qualifié l'appartement de son amie à Manhattan, avec ses murs et sa décoration en velours rouge, de "maison rouge", et les deux y ont fréquemment séjourné pendant l'été 1966. À Londres en 1970, Hendrix a rencontré Keith et lorsqu'il a joué Red House au Festival de l'île de Wight en 1970, il lui a dédié la chanson et a ajouté "Je dois partir d'ici, parce que ma Linda ne vit plus ici" aux paroles. Cependant, Billy Cox, ami de longue date et bassiste des groupes post-Experience de Hendrix, a expliqué : "Pour autant que je sache, Red House n'avait aucune signification en référence à une personne, un lieu ou une chose en particulier. C'était juste un morceau de blues que Jimi a composé".

## Interprètes

### Musiciens
- Jimi Hendrix : chant, guitare principale
- Noel Redding : guitare rythmique (jouée comme une basse)
- Mitch Mitchell : batterie

### Équipe technique
- Chas Chandler : production
- Mike Ross : ingénieur du son aux studios CBS (version originale)
- Dave Siddle : ingénieur du son aux studios De Lane Lea (version américaine de 1969)
- Eddie Kramer : ingénieur du son aux studios Olympic (ajouts de la version américaine de 1969), mixage

## Parutions
Lors de la préparation des mixages finaux du premier album de l'Experience, Chandler a choisi d'utiliser la prise du 13 décembre 1966 enregistré à CBS : « Plus tard, quand nous nous sommes précipités pour assembler l'album, nous avons sorti ce [morceau du 13 décembre] et l'avons donné une écoute. Nous l'avons remixé à Olympic et l'avons ajouté à l'album". Track Records a publié le mix monaural sur Are You Experienced, sorti le 12 mai 1967 au Royaume-Uni. À l'époque, c'était une pratique industrielle aux États-Unis d'inclure des singles sur des albums, contrairement au Royaume-Uni. Ainsi, lorsque l'album est sorti aux États-Unis, Purple Haze, Hey Joe et The Wind Cries Mary ont été inclus au détriment de Red House et de deux autres chansons. Hendrix a ensuite remis en question le choix et a commenté "Tout le monde avait peur de sortir Red House en Amérique parce qu'ils ont dit: 'L'Amérique n'aime pas le blues, mec!"
Red House a finalement vu une sortie américaine le 30 juillet 1969. Reprise Records a publié un mixage stéréo de la version enregistrée à De Lane Lea/Olympic sur la compilation Smash Hits. Cette version a ensuite été publiée à l'international sur la compilation Kiss the Sky en 1984. La prise mono originale est devenue disponible aux États-Unis et au Canada lors de sa sortie (sans la plupart des discussions en studio à la fin) sur l'album Blues en 1994.

## Autres enregistrements
Red House était un incontournable des concerts et jam sessions de Jimi Hendrix et souvent ses performances montraient une variété considérable. Certaines interprétations ultérieures montrent des influences de BB King ainsi que l'utilisation d'accords de neuvième de style T-Bone Walker et de styles rythmiques de Curtis Mayfield. De plus, c'était l'une des rares chansons où Hendrix utilisait parfois une guitare autre qu'une Fender Stratocaster, choisissant principalement une Gibson Flying V et parfois une Gibson SG Custom. Redding l'accompagnait normalement sur sa basse signature Fender Jazz, au lieu d'une guitare; Cox a également utilisé une basse.
L'album Variations on a Theme: Red House (1992), une référence musicale avec analyses, transcriptions et CD d'accompagnement, explore plusieurs versions live, dont une reprise par John Lee Hooker.

« Bien que Hendrix cherche à suivre à peu près la même feuille de route musicale dans chaque représentation, visitant nombreux de ces mêmes endroits, il n'emprunte jamais deux fois le même itinéraire. »

— Tom Wheeler & Joe Gore, Variations on a Theme: Red House (1992)
Plusieurs autres performances ont été publiées sur divers albums live et de compilation au fil des années,. Généralement, ces performances ultérieures étaient beaucoup plus longues (sur Variations, elles vont de sept à quatorze minutes) que l'enregistrement original et plus lentes (36 à 60 bpm avec des changements de tempo, sur Variations). Certaines de ces versions ultérieures des formations ultérieures d'Experience et de Hendrix incluent (toutes en direct, à l'exception de deux performances en studio):
- 9 octobre 1967 à l'Olympia à Paris (Paris 1967/San Francisco 1968)[51]
- 29 janvier 1968 également à l'Olympia (Live in Paris & Ottawa 1968)[52];  pour la performance, Redding a revisité l'original en jouant la partie de basse à la guitare (une Gibson Les Paul Custom, empruntée à la dernière minute à Keith Richards)[53][note 4][note 5]
- 4 février 1968 au Fillmore Auditorium à San Francisco (Paris 1967/San Francisco 1968)[51]
- mars 1968, lors d'un bœuf au Scene club de New York[54]; contrairement à ses autres versions, Hendrix a utilisé une figure de guitare similaire à Crossroads de Cream[55][note 6]
- 15 mars 1968 à Clark University à Worcester, Massachusetts (Live at Clark University)[57]
- 19 mars 1968 au Capitol Theatre à Ottawa, Canada (Live in Ottawa)[58]
- 18 mai 1968 au Miami Pop Festival (Miami Pop Festival)[59]
- 10, 11 et 12 octobre 1968, (trois versions) au Winterland Ballroom à San Francisco (Winterland)[60]
- 29 octobre 1968 aux studios TTG à Hollywood (Blues), cette version a été interprétée dans le style de Voodoo Chile avec l'organiste Lee Michaels[note 7][61]
- 17 février 1969 aux studios Olympic à Londres (Valleys of Neptune); il a été enregistré lors d'une répétition pour les prochains concerts de l'Experience au Royal Albert Hall.[62]
- 26 avril 1969, à The Forum à Inglewood, Californie (Los Angeles Forum: April 26, 1969)[63]
- 27 avril 1969 au Oakland Coliseum (Live at the Oakland Coliseum)[64]
- 24 mai 1969 au San Diego Sports Arena (Hendrix in the West[65] et le coffret The Jimi Hendrix Experience[66])
- 18 août 1969 au festival de Woodstock (Live at Woodstock)[67];[note 8] il n'est pas apparu dans le film Woodstock 1970 ou sur l'album Woodstock: Music from the Original Soundtrack and More
- 30 mai 1970 au Berkeley Community Theater (West Coast Seattle Boy: The Jimi Hendrix Anthology)[69]
- 4 juillet 1970 au Atlanta International Pop Festival (Freedom: Atlanta Pop Festival)[70]
- 17 juillet 1970 au New York Pop Festival à Downing Stadium, Randall's Island, New York (Voodoo Child: The Jimi Hendrix Collection)[71]
- 30 juillet 1970 dans une prairie près de Maui, Hawaï, pour le tournage du film Rainbow Bridge (Live in Maui)[72]
- 31 août 1970 au festival de l'Île de Wight 1970 (Blue Wild Angel: Live at the Isle of Wight)[73]
- 6 septembre 1970 au Open Air Love & Peace Festival à Fehmarn, Allemagne de l'Ouest (Live at the Isle of Fehmarn)[74]

## Reprises par d'autres artistes
Red House a été interprété par de nombreux blues et autres musiciens. Albert King, dont Travelin' to California a inspiré Hendrix, a enregistré une version pour son dernier album studio, Red House (1991). Une autre influence de Hendrix, Buddy Guy, l'a enregistré pour Stone Free : A Tribute to Jimi Hendrix. Murray décrit deux versions de John Lee Hooker : une version "plus ou moins fidèle" enregistrée en 1989 qui apparaît sur Variations on a Theme (1992) et plus tard une "version radicalement hookerisée et complètement déconstruite" pour l'album Don't Look Back (1997), produit par Van Morrison. Prince l'a retravaillé sous le nom de Purple House pour l'album-hommage Power of Soul: A Tribute to Jimi Hendrix (2004), qui comprenait également la version 1997 de Hooker de la chanson. Dans une critique d'AllMusic, le critique Sean Westergaard commente: "Prince réinterprète Red House avec de superbes chœurs de style gospel et un monstrueux solo de guitare."